# Битва при Энгене
Битва при Энгене (нем. Schlacht von Engen) — сражение 3 мая 1800 года между французскими войсками под командованием генерала Жана Виктора Моро и австрийскими войсками под командованием генерала Пауля Края у местечка Энген во время Войны второй коалиции эпохи революционных войн. 
С 27 апреля по 2 мая 1800 года французская армия численностью около 100 000 человек под командованием генерала Моро переправилась через Рейн, чтобы начать наступление между Дунаем и Боденским озером. Против нее была австрийская армия под командованием Пауля Края, расположенная между Виллингеном и Констанцским озером.
Французский командующий сосредоточил почти всю свою армию против центра Края. Желая воспользоваться своим выгодным положением, Моро приказал Лекурбу двигаться на Штокках и остановить отряд принца Иосифа Лотарингского. Чтобы Край не смог его поддержать, сам Моро двинулся к Энгену, отправив Сен-Сира туда же через Бломберг. Дивизия Ришпанса двигалась левее основных сил на Шёнау, чтобы служить связью с Сен-Сиром.
Край, получивший достоверные сведения о движениях и намерениях противника, поспешил на помощь к левому флангу своего центра и занял выгодную полукруглую позицию при Энгене. Правое крыло австрийцев базировалось на Хохенхёвен и доходило до Ваттердингена, левое крыло находилось между Эхингеном и Аахом. Одновременно Край отправил значительный отряд против Ришпанса.
Моро, двигавшийся на Энген, столкнулся с основными силами Края. Моро атаковал позицию австрийцев. На правом фланге атаки генерал Дельма выбил авангард австрийцев из Ваттердингена, а затем Лорж — с плато Штюльхаузен. Австрийские войска, стоявшие в лесу у Вельхингена, затем атакованные в штыки Дельма и Гранжаном, через несколько мгновений были отброшены к плоскогорью Хохенхёвен (Ниппель), которое было ключом позиции.
Край прикрыл его окопами, под прикрытием которых сплотилась его пехота, выбитая из деревень. Сила этой позиции была дополнительно увеличена массой в 15 000 кавалерии, развернутой в наиболее открытом месте равнины.
Моро нажал слева, чтобы как можно скорее объединиться с Сен-Сиром и охватить Энген с севера. Он поручил генералу Ришпансу с одной из трех резервных дивизий развернуть позицию у Ваттерсдингена и Лейпфердингена. Австрийская артиллерия сначала несла очень большие потери Ришпансу, атакованному пехотой, и Моро, чтобы ослабить на него давление противника, предпринял энергичную атаку на деревню Эхинген и захватил её. Австрийский командующий немедленно повел туда 8 батальонов гренадеров и всю свою кавалерию. Удар этой массы было настолько стремительным, что французы были вынуждены в беспорядке бежать из Эхингена. Моро удалось сплотить свои войска, контратаковать и удержаться на окраине Эхингена до вечера.
Австрийцы прилагали большие усилия, чтобы окружить левый фланг Ришпанса, поэтому Сен-Сир отправил на поддержку дивизию Бараге-д'Илье. Бригада Русселя, прибывшая первой, стремительно атаковала правый фланг австрийского корпуса, но из-за прибытия свежих войск противника, Ришпанс долго не мог занять Хохенхёвен. Наконец поддержка Дельма поспособствовала атаке, и плато к вечеру было взято.
Край, хотя два его фланга были отброшены, имея превосходство в артиллерии, энергично оборонял свою последнюю позицию до 10 часов вечера.
В этот же день, 3 мая, Лекурб остановил принца Иосифа при Штокахе, одержал над ним победу и заставил отступить к Мескирху. Известие о поражении принца Иосифа и об опасности, угрожавшей левому флангу армии, заставило Края поспешно отступить к Мескирху. Моро не преследовал его. Эрцгерцог Фердинанд отступил в Тутлинген.